# Juan Carlos Aparicio Pérez
Juan Carlos Aparicio Pérez (Salas de los Infantes, Castella i Lleó, 20 d'abril de 1955) és un polític espanyol que va ser Ministre de Treball entre el 2000 i el 2002 i alcalde de la seva ciutat natal entre el 2003 i el 2011.

## Biografia
Va néixer el 20 d'abril de 1956 a la ciutat de Burgos. Va estudiar ciències químiques a la Universitat de Valladolid, esdevenint posteriorment tècnic d'organització empresarial.

## Activitat política
Membre del Partit Popular en les eleccions generals de 1986 fou escollit diputat al Congrés dels Diputats per la província de Burgos, renunciant al seu escó al gener de 1989 per esdevenir vicepresident de la Junta de Castella i Lleó de la mà de José María Aznar així com Conseller de la Presidència i d'Administració Territorial.
Reescollit diputat a Madrid en les eleccions generals de 1989, 1993, 1996 i 2000, ocupant el càrrec de Secretari Segon de la Mesa del Congrés i de la Diputació Permanent. Va renunciar novament al seu escó l'any 1996 per esdevenir Secretari d'Estat de Seguretat Social, i amb la victòria del PP en les eleccions generals de l'any 2000 fou nomenat Ministre de Treball i Assumptes Socials en la formació del segon govern d'Aznar, càrrec des del qual hagué de sofrir una greu vaga general el juny de l'any 2002. En la primera remodelació del govern, realitzada el 10 de juliol de 2002, fou substituït per Eduardo Zaplana.
En les eleccions municipals de l'any 2003 fou escollit alcalde de la ciutat de Burgos, càrrec que va desenvolupar fins al 2011.